# Waldemar Young
Waldemar Young (* 1. Juli 1878 in Salt Lake City, Utah; † 30. August 1938 in Hollywood, Kalifornien) war ein US-amerikanischer Drehbuchautor, der einmal für den Oscar für das beste Drehbuch nominiert war.

## Leben
Young, Enkel des Führers der zu den Mormonen gehörenden Kirche Jesu Christi der Heiligen der Letzten Tage Brigham Young, begann seine berufliche Laufbahn als Redakteur bei der Tageszeitung The Salt Lake Herald und begann ein Studium an der Stanford University, das er allerdings nicht abschloss. Im Anschluss arbeitete er als Autor und Theaterredakteur bei Zeitungen wie San Francisco Chronicle und San Francisco Examiner.
Seine Laufbahn als Drehbuchautor in der Filmwirtschaft Hollywoods begann er 1917 bei den Universal Studios, für die er bis 1919 arbeitete. 1917 verfasste er für den Stummfilm The Car of Chance von William Worthington mit Franklyn Farnum, Agnes Vernon und Helen Wright erstmals die Geschichte und das Szenario für einen Film. Später war er für Filmproduktionsgesellschaften wie Famous Players-Lasky, Metro-Goldwyn-Mayer (1924 bis 1929) und Paramount Pictures (1930 sowie 1932 bis 1936) tätig. Während der Zeit bei den Paramount Pictures entstanden unter anderem vier Produktionen unter der Regie von Cecil B. DeMille.
Bei der Oscarverleihung 1936 war er zusammen mit Achmed Abdullah, John L. Balderston, Grover Jones und William Slavens McNutt für den Oscar für das beste adaptierte Drehbuch nominiert, und zwar für den Abenteuerfilm Bengali (The Lives of a Bengal Lancer, 1935) von Henry Hathaway mit Gary Cooper, Franchot Tone und Richard Cromwell. Das Drehbuch entstand nach dem gleichnamigen Roman von Francis Yeats-Brown.
Young, der an den Folgen einer Lungenentzündung verstarb, arbeitete bis zu seinem Tod an der Herstellung von achtzig Filmen mit. Zuletzt schrieb er am Drehbuch zum Abenteuerfilm Der Testpilot (1938) von Victor Fleming mit Clark Gable, Myrna Loy und Spencer Tracy mit und verstarb knapp vier Monate nach der Uraufführung am 16. April 1938.

## Filmografie (Auswahl)
- 1917: The Car of Chance
- 1918: Brace Up
- 1919: Pretty Smooth
- 1921: Cappy Ricks
- 1924: Der Ritt ums Leben (Dorothy Vernon of Haddon Hall)
- 1925: Die unheimlichen Drei (The Unholy Three)
- 1925: Der Bandit (The Great Divide)
- 1926: Der Rabe von London (The Blackbird)
- 1927: Um Mitternacht (London After Midnight)
- 1927: Der Unbekannte (The Unknown)
- 1928: Die goldene Hölle (The Trail of ’98)
- 1929: Goldjäger in Kalifornien (Tide of Empire)
- 1929: Cilly (Sally)
- 1930: The Girl of the Golden West
- 1932: Schönste, liebe mich (Love Me Tonight)
- 1932: Spiel am Abgrund (The Miracle Man)
- 1932: Im Zeichen des Kreuzes (The Sign of the Cross)
- 1932: Insel der verlorenen Seelen (Island of Lost Souls)
- 1933: Alles für das Kind (A Bedtime Story)
- 1934: Cleopatra
- 1935: Bengali (The Lives of a Bengal Lancer)
- 1935: Kreuzritter – Richard Löwenherz (The Crusades)
- 1936: Perlen zum Glück (Desire)
- 1936: Der Held der Prärie (The Plainsman)
- 1938: Der Testpilot (Test Pilot)